# Жана Жайнак
Жана Жайнак (каз. Жаңа Жайнақ, до 2007 г. — Новостройка) — село в Целиноградском районе Акмолинской области Казахстана. Входит в состав Нуресильского сельского округа. Код КАТО — 116637300.

## География
Село расположено на левом берегу реки Ишим, на расстоянии примерно 23 километров (по прямой) к северу от административного центра района — села Акмол, в 18 километрах к западу от административного центра сельского округа — села Нуресиль.
Абсолютная высота — 324 метров над уровнем моря.
Климат холодно-умеренный, с хорошей влажностью. Среднегодовая температура воздуха отрицательная и составляет около −4,1°С. Среднемесячная температура воздуха в июле достигает +20,5°С. Среднемесячная температура января составляет около −14,6°С. Среднегодовое количество осадков составляет около 390 мм. Основная часть осадков выпадает в период с июня по июль.
Ближайшие населённые пункты: село Мортык — на западе, село Караменды батыра — на северо-западе, село Тонкерис — на северо-востоке, Нуресиль — на востоке.

## Население
В 1989 году население села составляло 520 человек (из них немцы — 63 %, казахи — 26 %).

В 1999 году население села составляло 589 человек (285 мужчин и 304 женщины). По данным переписи 2009 года, в селе проживало 549 человек (275 мужчин и 274 женщины). 
| Численность населения | Численность населения | Численность населения |
| 1989                  | 1999                  | 2009                  |
| --------------------- | --------------------- | --------------------- |
| 520                   | ↗589                  | ↘549                  |